# Эволюция хип-хопа
«Эволюция хип-хопа» (англ. Hip-Hop Evolution) — канадский музыкальный документальный сериал, который впервые был показан на канале HBO Canada в 2016 году.
Сериал рассказывает об истории хип-хоп-музыки через интервью со многими ведущими деятелями культуры жанра. Ведущий — Шедрак Кабанго (англ. Shadrach Kabango). Сериал выиграл премию Пибоди в 2016 году и международную премию «Эмми» в номинации «Программы об искусстве» в 2017 году.
Сериал был показан на канадском международном документальном фестивале Hot Docs в 2016 году, а затем был передан в эфир HBO. В декабре 2016 года он был добавлен в онлайн-кинотеатр Netflix для распространения на международном уровне.

## Содержание
«Эволюция хип-хопа» содержит подробные личные интервью с прародителями диджеинга, рэпа и продюсирования, кульминацией которых стало то, что сейчас принято считать хип-хоп-музыкой и рэпом, дополняя существующее понимание самых ранних десятилетий хип-хопа. К таким оригинальным артистам, продюсерам, диджеям и промоутерам относятся DJ Kool Herc, Coke La Rock, Grandmaster Flash and The Furious Five, Fab Five Freddy, Marley Marl, Afrika Bambaataa, Kool Moe Dee, Kurtis Blow, Doug E. Fresh, Whodini, Warp 9, DJ Hollywood, Spoonie Gee, The Sugarhill Gang и Russell Simmons.
Первый эпизод документирует историю зажигательной хип-хоп-вечеринки на Седжвик Авеню, в доме номер 1520, в Бронксе, где DJ Kool Herc, который, таким образом, стал крёстным отцом традиции, был диджеем на вечеринке по случаю дня рождения своей сестры.
В сериале были представлены некоторые из наиболее влиятельных артистов жанра, без которых его нынешняя форма не существовала бы, такие как Public Enemy, Beastie Boys, N.W.A, Ice-T, Rakim, Big Daddy Kane и LL Cool J, а также а также документирование Schooly D из Филадельфии, как влияние гангста-рэпа на западном побережье, о чём говорит сам Ice T. Это ограничивает его рассказывание истории на тот момент, так как он документирует, что это был поворотный момент, в котором хип-хоп превратился из андеграунд движения в музыке в мейнстримовый жанр, который отражает его влияние в современной культуре.

## Награды
В 2016 году сериал был удостоен премии Пибоди. Этот сериал был удостоен трёх номинаций Canadian Screen Awards на 5-й ежегодной премии Canadian Screen Awards в 2017 году за лучшую биографическую или художественную документальную программу или сериал, лучший монтаж документальной программы или сериала (Стив Тейлор и Марк Стонтон) и лучшую режиссуру в документальном или фактологическом сериале (Дарби Уилер). Сериал выиграл награды за лучшую биографическую или художественную документальную программу и лучший монтаж.

## Эпизоды
| Сезон | Серии | Серии | Даты показа     | Даты показа     | Канал      |
| ----- | ----- | ----- | --------------- | --------------- | ---------- |
| 1     | 4     | 4     | 4 сентября 2016 | 4 сентября 2016 | HBO Canada |
| 2     | 4     | 4     | 19 октября 2018 | 19 октября 2018 | Netflix    |
| 3     | 4     | 4     | 6 сентября 2019 | 6 сентября 2019 | Netflix    |
| 4     | 4     | 4     | 17 января 2020  | 17 января 2020  | Netflix    |

### Сезон 1 (2016)
| № общий | № в сезоне | Название                                                              | Режиссёр    | Дата премьеры    |
| --- | ---------- | --------------------------------------------------------------------- | ----------- | ---------------- |
| 1 | 1          | «The Foundation» «Основа»                                             | Дарби Уилер | 4 сентября 2016  |
| В 1970-е годы DJ Kool Herc, Afrika Bambaataa, Grandmaster Flash и первые ритмичные рэперы заложили основы хип-хопа в Южном Бронксе.                                               |            |                                                                       |             |                  |
| 2 | 2          | «From the Underground to the Mainstream» «Из андеграунда в мейнстрим» | Дарби Уилер | 11 сентября 2016 |
| Бутлег-записи отражают энергию живых баттлов. The Sugarhill Gang выпускает хит, попадающий в Top-40. Хип-хоп встречается с арт-панком в центре Нью-Йорка.                         |            |                                                                       |             |                  |
| 3 | 3          | «The New Guard» «Новая гвардия»                                       | Дарби Уилер | 18 сентября 2016 |
| Run-D.M.C. и Def Jam преодолевают пропасть между рэпом и роком. Новаторы, такие как Marley Marl и Rakim, открывают новое звучание, а Public Enemy исполняют осознанный хип-хоп.   |            |                                                                       |             |                  |
| 4 | 4          | «The Birth of Gangsta Rap» «Рождение гангста-рэпа»                    | Дарби Уилер | 25 сентября 2016 |
| Ice-T и N.W.A, документируя жизнь в Южном Централе Лос-Анджелеса, заявляют, таким образом, о существовании рэпа и на Западном побережье. Dr. Dre возглавляет чарты с The Chronic. |            |                                                                       |             |                  |

### Сезон 2 (2018)
| № общий | № в сезоне | Название                                                     | Режиссёр    | Дата премьеры   |
| --- | ---------- | ------------------------------------------------------------ | ----------- | --------------- |
| 5 | 1          | «The Southern Way» «Южный путь»                              | Дарби Уилер | 19 октября 2018 |
| 2 Live Crew популяризируют басовое звучание Майами и одерживают победу в борьбе за свободу слова. The Geto Boys помещают на карту Хьюстон, прокладывая дорогу для дуэта UGK. |            |                                                              |             |                 |
| 6 | 2          | «Out The Trunk: The Bay» «Выпрыгнули из багажника: Бэй Эриа» | Дарби Уилер | 19 октября 2018 |
| В заливе Сан-Франциско Too $hort продвигает культуру сутенёрства, MC Hammer становится первой поп-звездой рэпа, а Digital Underground представляет миру Тупака Шакура.       |            |                                                              |             |                 |
| 7 | 3          | «Do The Knowledge» «Тянись к знаниям»                        | Дарби Уилер | 19 октября 2018 |
| KRS-One оставляет свой след в легендарном клубе Нью-Йорка Latin Quarter. A Tribe Called Quest и De La Soul культивируют афроцентричный, джазовый стиль.                      |            |                                                              |             |                 |
| 8 | 4          | «New York State Of Mind» «Нью-Йоркское настроение»           | Дарби Уилер | 19 октября 2018 |
| В начале 1990-х годов появляется новая волна рэперов на Восточном побережье, возглавляемая Nas’ом, Wu-Tang Clan и The Notorious B.I.G..                                      |            |                                                              |             |                 |

### Сезон 3 (2019)
| № общий | № в сезоне | Название                                        | Режиссёр                      | Дата премьеры   |
| --- | ---------- | ----------------------------------------------- | ----------------------------- | --------------- |
| 9 | 1          | «A Tale of Two Coasts» «История двух побережий» | Дарби Уилер, Родриго Баскунан | 6 сентября 2019 |
| С появлением N.W.A., гангста-рэпа и Шуга Найта, соперничество между Восточным и Западным побережьем заканчивается смертоносным бифом, в ловушку которого попадает Тупак Шакур.  |            |                                                 |                               |                 |
| 10 | 2          | «Life After Death» «Жизнь после смерти»         | Дарби Уилер, Родриго Баскунан | 6 сентября 2019 |
| В Нью-Йорке The Notorious B.I.G. воспитывает протеже Lil’ Kim. После того, как вражда между Востоком и Западом забирает Бигги, за трон начинают соперничать Puff Daddy и Jay-Z. |            |                                                 |                               |                 |
| 11 | 3          | «Pass the Mic» «Передавай микрофон»             | Дарби Уилер                   | 6 сентября 2019 |
| Альтернативный хип-хоп появляется на улицах тут и там: Mos Def читает в Нью-Йорке, а Freestyle Fellowship жестят в Лос-Анджелесе. В баттловых кругах вращается Eminem.          |            |                                                 |                               |                 |
| 12 | 4          | «The Dirty South» «Грязный Юг»                  | Дарби Уилер                   | 6 сентября 2019 |
| Горячая музыкальная сцена рождается в Атланте, вместе с заразительными хуками TLC и Kris Kross и смелой самобытностью OutKast и Goodie Mob.                                     |            |                                                 |                               |                 |

### Сезон 4 (2020)
| № общий | № в сезоне | Название                                | Режиссёр                      | Дата премьеры  |
| --- | ---------- | --------------------------------------- | ----------------------------- | -------------- |
| 13 | 1          | «Bounce to This» «Прыгай под баунс»     | Дарби Уилер, Родриго Баскунан | 17 января 2020 |
| Черпая вдохновение в богатой музыкальной культуре Нового Орлеана, Master P, создавший No Limit Records, вместе с выходцами из мира баунс-музыки DJ Jimi и Juvenile встряхивают рэп и знакомят хип-хоп с тверкингом. |            |                                         |                               |                |
| 14 | 2          | «The Southern Lab» «Южная лаборатория»  | Дарби Уилер, Родриго Баскунан | 17 января 2020 |
| Новаторы вырастают по всему югу: DJ Screw в Хьюстоне замедляет хип-хоп, Three 6 Mafia в Мемфисе делают хип-хоп-мрачным, а Лил Джон в Атланте поднимает кранк.                                                       |            |                                         |                               |                |
| 15 | 3          | «The Super Producers» «Супер продюсеры» | Дарби Уилер                   | 17 января 2020 |
| Фаррелл Уильямс и Чад Хьюго из The Neptunes расширяют звуковую палитру. Тимбалэнд и Мисси Эллиотт смотрят в будущее. Канье Уэст и J Dilla переосмысливают рэп.                                                      |            |                                         |                               |                |
| 16 | 4          | «Street Dreams» «Уличные мечты»         | Дарби Уилер                   | 17 января 2020 |
| Микстейпы распространяют модное звучание, создавая новых артистов и игнорируя авторское право. Блистает 50 Cent, появляется с трэпом T.I., а Лил Уэйн переходит на новый уровень рэпа.                              |            |                                         |                               |                |